# Lepaera
Lepaera é uma cidade hondurenha do departamento de Lempira.